# 三重県道739号上市木市木停車場線

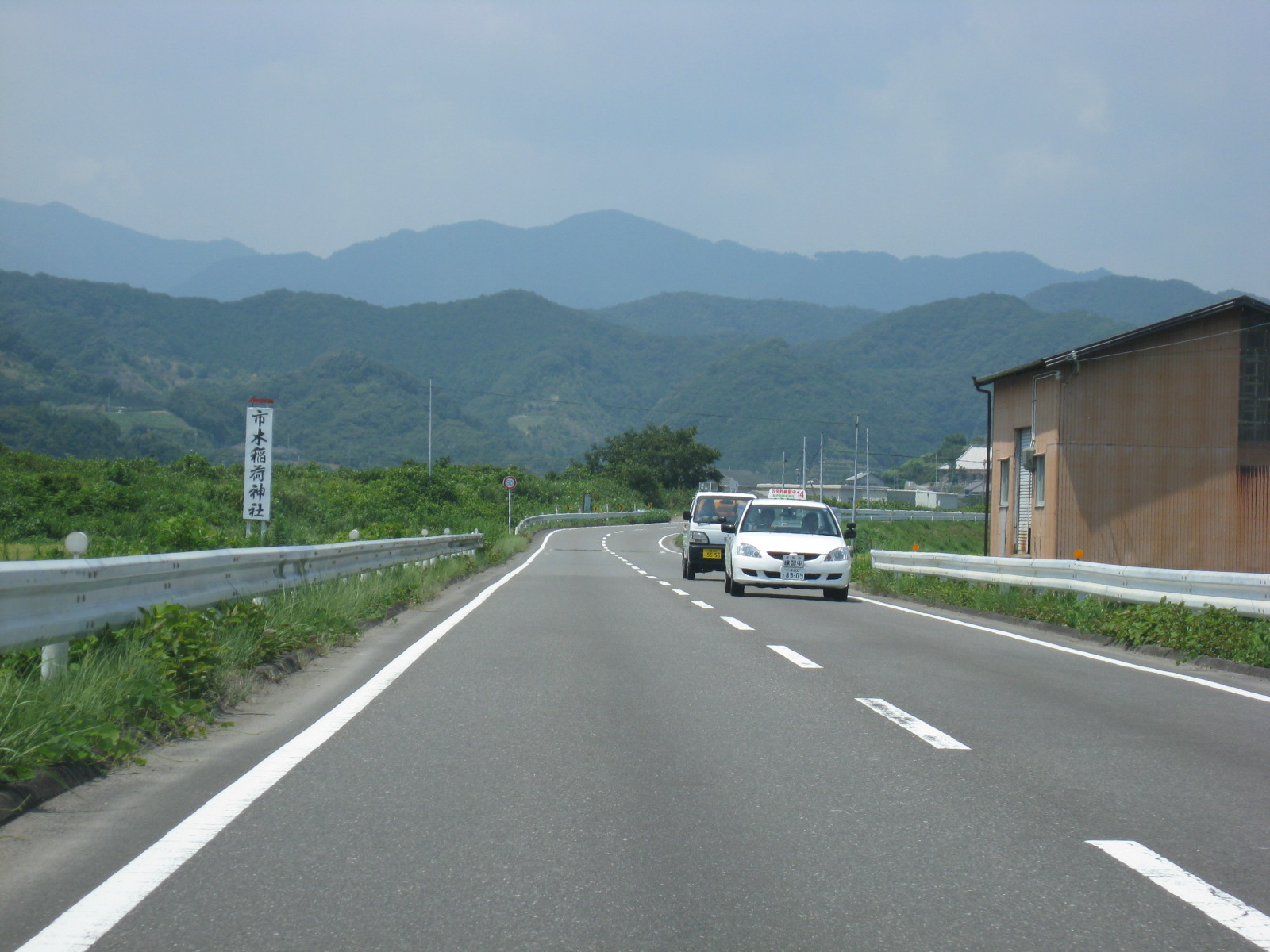
御浜町下市木付近（2011年8月）

三重県道739号上市木市木停車場線（みえけんどう739ごう かみいちぎいちぎていしゃじょうせん）は三重県南牟婁郡御浜町を通る一般県道である。

## 概要

### 路線データ
- 起点：南牟婁郡御浜町上市木
- 終点：南牟婁郡御浜町下市木（紀伊市木駅前）
- 実延長：4,907m
- 路線認定：1959年（昭和34年）1月25日[1]

## 路線状況

### 重複区間
- 三重県道141号鵜殿熊野線：南牟婁郡御浜町上市木
- 国道42号（熊野古道伊勢路浜街道）：南牟婁郡御浜町下市木（新緑橋北交差点 - 下市木交差点）
- 三重県道542号市木停車場線：南牟婁郡御浜町下市木（下市木交差点 - 終点）

### 利用状況
生活道路として利用される。
平日12時間交通量
南牟婁郡御浜町下市木 2,152台
- 1963年（昭和38年）2月1日に車両制限令第5条第1項に基づいて、全線が「自動車の交通量がきわめて少ないと認める道路」に指定された[3]。

## 地理

### 通過する自治体
- 三重県南牟婁郡御浜町

### 接続する道路
- 国道311号：起点
- 三重県道141号鵜殿熊野線：南牟婁郡御浜町上市木
- 国道42号：南牟婁郡御浜町下市木（新緑橋北交差点、下市木交差点）

### 沿線
- 市木川
- 八幡神社
- JR紀勢本線 紀伊市木駅

## 参考資料
- 『県別マップル24 三重県道路地図』（昭文社、2009年3版1刷発行、ISBN 978-4-398-62474-1 、78ページ）